# يوشيوكي أبي
يوشيوكي أبي (باليابانية: 阿部良之) (من مواليد 15 أغسطس 1969 في أوساكا) هو دراج ياباني محترف والذي كان آخر فريؤق انضم إليه هو ماتريكس باورتاغا. تحول إلى فريق شيمانو راسينغ المحترف الذي يديره شيمانو بعد تخرجه من معهد أوساكا للتكنولوجيا ولكن سرعان ما انتقل إلى الفرق الإيطالية. فاز بكأس اليابان عام 1997 وما زال الياباني الوحيد الذي فاز بهذا السباق المهم. وأصبح بطلا يابانيا في سباق الطرق في عامي 1997 و 2000 وفي السباقات الفردية في عامي 1999 و 2000. مثل أبي اليابان في دورة الألعاب الأولمبية الصيفية 2000 وفاز بميدالية برونزية في دورة الألعاب الآسيوية 2006 في سباق الفرق.